# 乐记
《乐记》是中国古代著名的美学著作。收于《礼记》49篇中。在《史记》中也有收录，名为《乐书》。
均为十一篇，但篇章顺序不同。关于《乐记》的作者问题始终有两大基本说法：郭沫若的“公孙尼子”说，蔡仲德的“刘德”说。目前学术界仍无定论，但多倾向于蔡仲德说。
漢書《藝文志》載：「武帝時，河間獻王好儒，與毛生等共采周官及諸子言樂事者，以作樂記，獻八佾之舞，與制氏不相遠。」
《礼记》中题作《乐记第十九》，约5000余字包括十一子篇：《乐本篇》、《乐论篇》、《乐礼篇》、《乐施篇》、《乐言篇》、《乐象篇》、《乐情篇》、《魏文侯篇》、《宾牟贾篇》、《乐化篇》、《师乙篇》。然而据西汉刘向之意古代《乐记》應共23篇，这23篇除上述11篇之外，还包括《奏乐篇》、《乐器篇》、《乐作篇》、《意始篇》、《乐穆篇》、《说律篇》、《季札篇》、《乐道篇》、《乐义篇》、《昭本篇》、《招颂篇》、《窦公篇》等遺失的12篇。
乐记认为，音乐是通过声音来表现情的，情来自人对现实生活的反映外界事物的变化使人的感情产生各种变化，音乐则是这种感情变化的表露："凡音之起，由人心生也。人心之动，物使之然也。感于物而动，故形于声。""乐者，音之所由生也，其本在人心感于物也。

## 樂治天下
以樂治天下是乐记的深層背後中心思想，《乐记-乐言》说："夫民有血气心知之性，而无哀乐喜怒之常，应感起物而动，然后心术形焉。是故志微噍杀之音作，而民思忧；啴谐慢易繁文简节之音作，而民康乐；粗厉猛起奋末广贲之音作，而民刚毅；廉直劲正庄诚之音作，而民肃敬；宽裕肉好顺成和动之音作，而民慈爱；流辟邪散狄成涤滥之音作，而民淫乱。"
意思是人有感情冲动和认识的本能的，但哀、乐、喜、怒的变化是无常的，受了外在事物的影响才能形成内在情感和认识。所以藉由音樂的控制可以成為一種社會風氣的政治工具。
所以当微弱充满焦虑的音乐流行时，人民就产生了忧心忡忡的情感。
当舒畅、和谐、缓慢、平易，内容丰富而有鲜明节奏的音乐流行时，人民便感到安康和快乐。
当粗壮、威严、猛起猛落充满激愤的音乐流行时，人民就能刚强而有毅力。
当庄重、正直、真诚的音乐流行时，人民就产生严肃崇高的情感。
当舒畅、洪亮、流畅、柔和的音乐流行时，人民就会产生慈爱的情感。
当邪僻、散乱、淫佚泛滥的音乐流行时，人民易产生淫乱的情感。
所以《乐记-魏文侯》举了郑国、宋国、卫国、齐国不同特点的音乐对人意志和性格的影响的例子："郑音好滥淫志，宋音燕女溺志，卫音趋数烦志，齐音敖辟乔志，此四者，皆淫于色而害于德，是以祭祀弗用也。"意思是郑国的音乐很通俗簡易，使人意志放纵；宋国的音乐很妩媚聲色，使人意志消沉；卫国的音乐很急促吵雜，使人的意志烦乱；齐国的音乐很古怪冷僻，使人意志傲慢。這四種音樂都有害人心，所以正式場合不能用。